# Spring Garden (Miami)
Spring Garden è un quartiere residenziale di Miami, nella Contea di Miami-Dade della Florida, negli Stati Uniti d'America. L'area della zona è di 0,38 km² e la popolazione nel 2010 di 757 abitanti.
Questa parte della città è una delle aree destinate a residenze unifamiliari più antiche di Miami e della Contea di Miami-Dade.

## Geografia
Il quartiere si trova in una penisola triangolare sul fiume Miami e confina ad est con Overtown, a nord con il Civic Center, a sudovest con Little Havana ed a sudest con il Lummus Park Historic District.
È delimitato dalla Dolphin Expressway (Florida State Road 836) a nord, dal Seybold Canal (precedentemente Wagner Creek) e dalla NW 8th Street ad est, dal Miami River a sudovest e dalla West 12th Avenue (Florida State Road 933) ad ovest.

## Storia
Questa are fu abitata inizialmente nei primi anni 1840, quando William English costruì negli anni 1840 un mulino per l'estrazione dell'amido dalle zamia integrifolia. Negli anni 1850 William Wagner ricostruì un mulino su di un tributario del Miami River che fu successivamente chiamato Wagner. Una sorgente di acqua potabile fu trovata nell'area, che portò Henry Flagler a fondare qui nel 1899 la Miami Water Company (dove è attualmente situato l'impianto della Miami-Dade Water and Sewer.
Nel 1918 l'industriale di origini tedesche John Seybold dragò il Wagner Creek e costruì nel ruscello un bacino di manovra, richiedendo agli amministratori dell'area di chiamare il corso d'acqua "Seybold Canal". Seybold acquistò e parcellizzò la penisola a sud della NW 11th Street tra il fiume ed il ruscello per case unifamiliari, costruendo una delle prime comunità di Miami nel boom edilizio in Florida degli anni 1920. Per la vicinanza a Downtown ed al campo di golf del Royal Palm Hotel (costruito da Henry Flagler nel 1897 come primo hotel di Miami), il quartiere rappresentava una zona residenziale per la fascia alta della popolazione.
- [3]

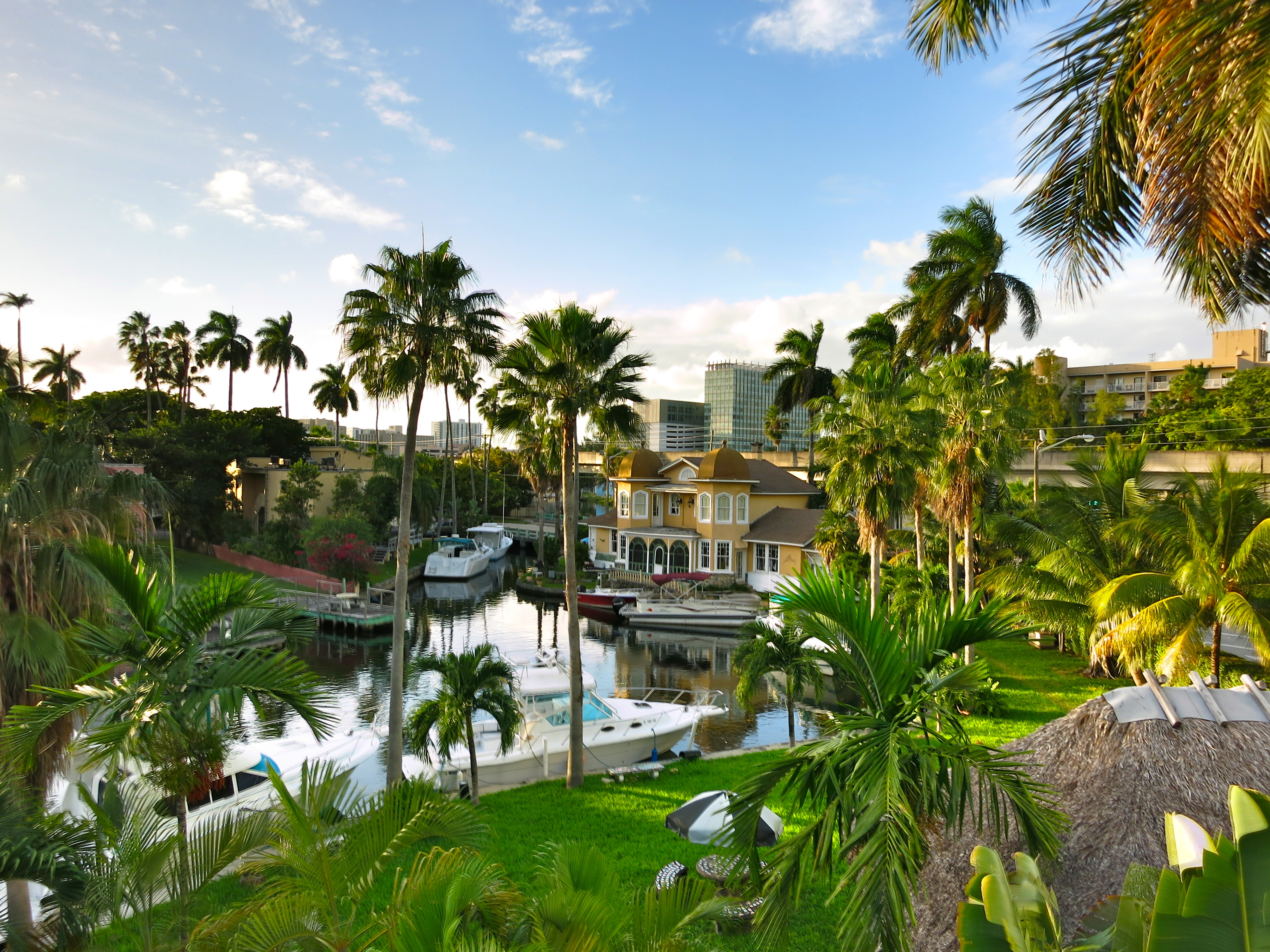
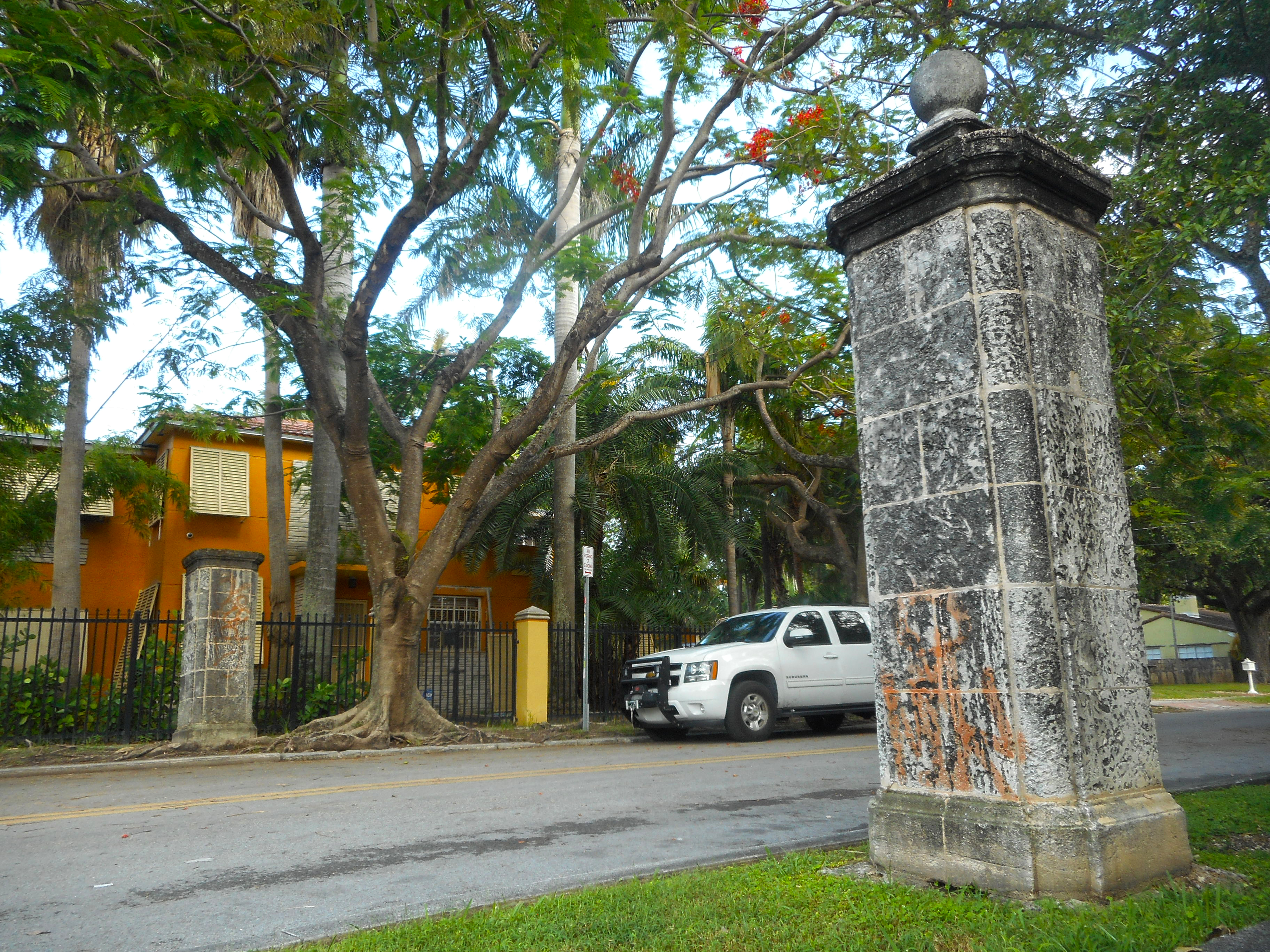
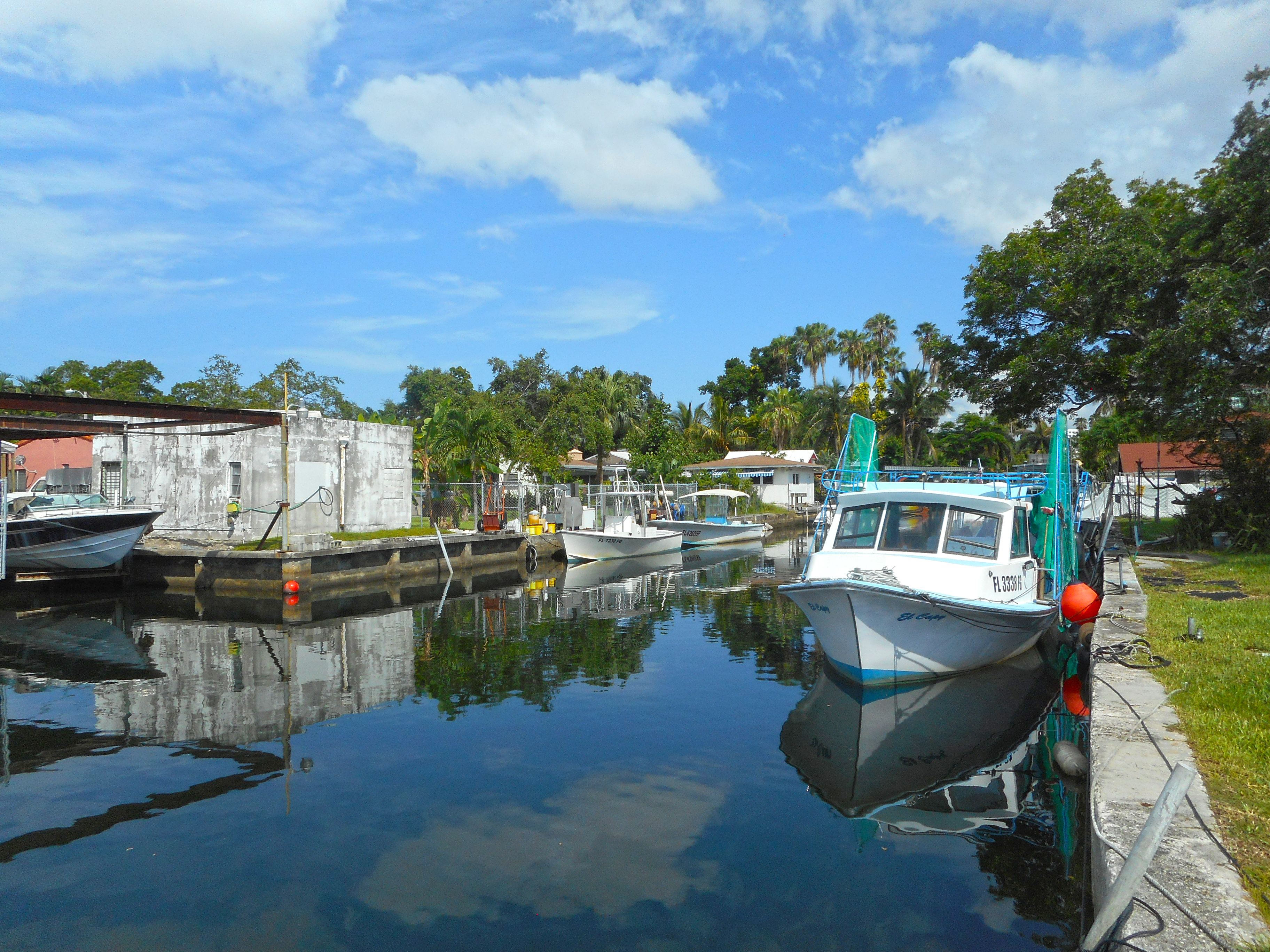
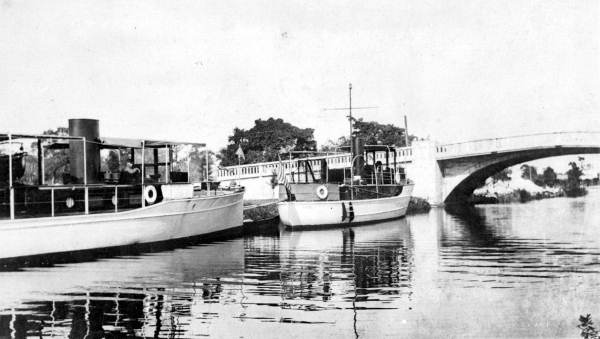
Barche all'ormeggio sul Seybold Canal nei pressi del ponte sulla 7th Street negli anni 1920.
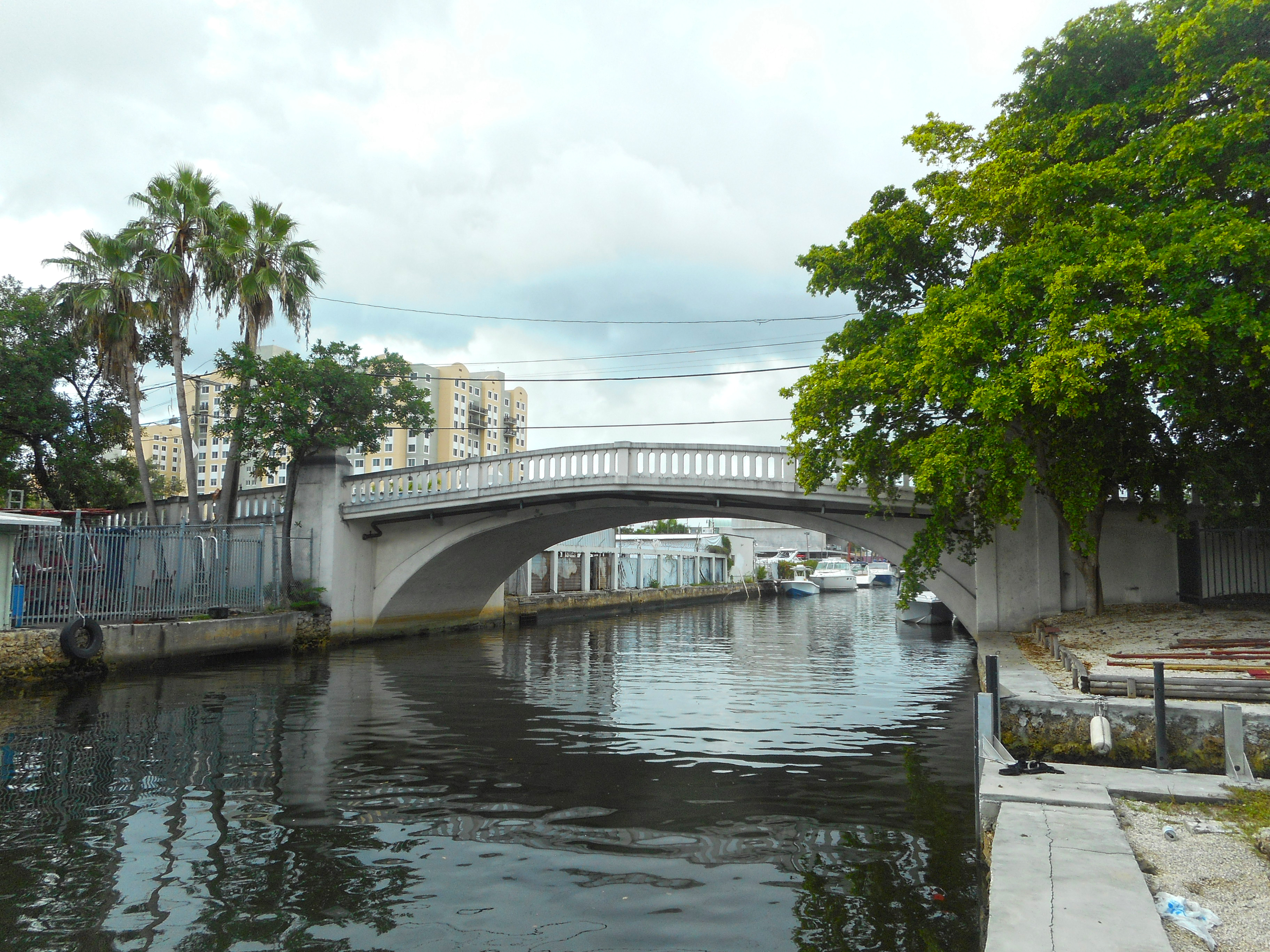

## Infrastrutture e trasporti
Spring Garden è servita dalla metropolitana di Miami con la stazione di Culmer (NW 11th Street e US 441)